# Eddy Wessels

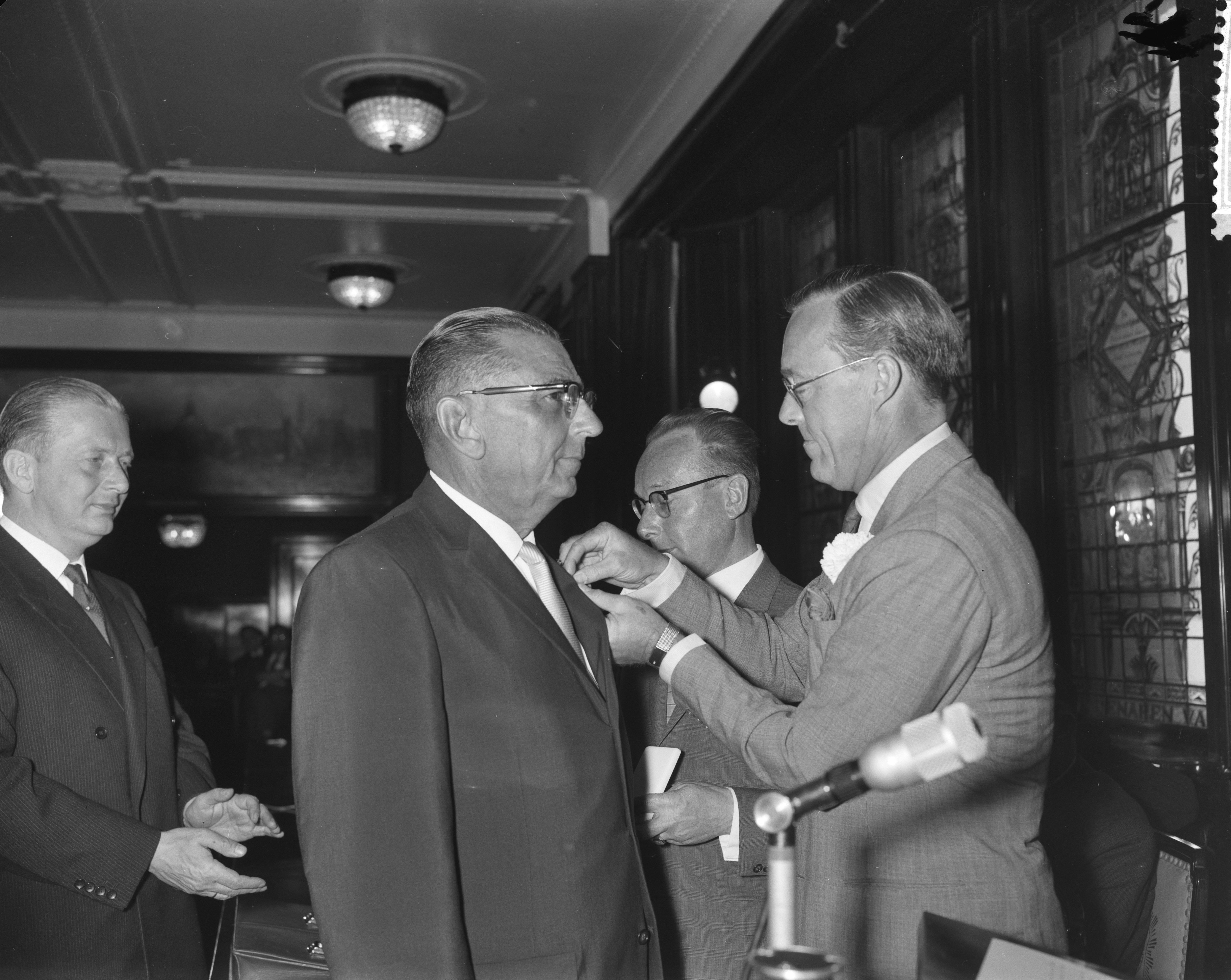
Wessels krijgt Zilveren Anjer (1961)

Edward René (Eddy) Wessels (Paramaribo, 4 juni 1906 – Miami, 1 september 1988) was een Surinaams diplomaat en musicus.
Hij was zoon van ambtenaar John Edward Wessels en Cornelia Wilhelmina Schipper, wonende aan de Gravenstraat. Hij was sinds 1934 getrouwd met Carmen Lucia de la Fuente. Zoon Hugo Wessels werd wielrenner en fotograaf.

## Werkzaamheden
Wessels was jarenlang manager bij Esso Antillen. Hij was daarnaast actief in het culturele leven van Suriname. De krant Nieuw Suriname gaf een overzicht met betrokkenheid bij het Cultureel Centrum Suriname, Surinaams Museum, bibliotheken, jeugdvorming toneel- en balletvoorstellingen, omroep AVROS en de vorming van het Surinaams Philharmonisch Orkest. Met het dirigentschap voor dat orkest ging een jeugdwens in vervulling; nadat hij een uitvoering door een symfonieorkest te hebben bijgewoond toen hij acht jaar oud was, bleef dat, gestimuleerd door zijn vader, hem bij. Zo begon zijn muzikale leven in 1921 toen hij vijftien jaar oud voorzitter en dirigent werd de muziekafdeling van Muziek-, toneel- en dansvereeniging Euterpe, overigens allen amateurs. Van daaruit kwam het philharmonsich orkest tot stand. Solisten als Arnold Juda, Max Orobio de Castro en de plaatselijke pianiste Jettie Hajary (zus van Majoie Hajary) werden ingehuurd; op het programma stonden soms werken van Nederlanders als Hendrik Andriessen en Wouter Paap en soms werken van Surinaamse componisten als Eddy Snijders. Wessels leidde zelf een tournee lang het Orquestra Filarmonica de la Habana. In 1962 nam hij afscheid van het orkest; het orkest werd gedecimeerd tot strijkorkest.   
Hij vertrok naar New York; hij werd er handelsattaché.   

## Eerbetonen
Nola Hatterman heeft hem ten behoeve van de opening van het Cultureel Centrum in 1954 geportretteerd; het werd opgehangen in het CCS.  In 1961 werd hij vanwege zijn inspanningen voor de culturele sector onderscheiden met een Zilveren Anjer. Hij was de eerste Surinamer die aldus werd onderscheiden.  Componist Eddy Vervuurt droeg een werk aan hem op. 